# 타이베이성

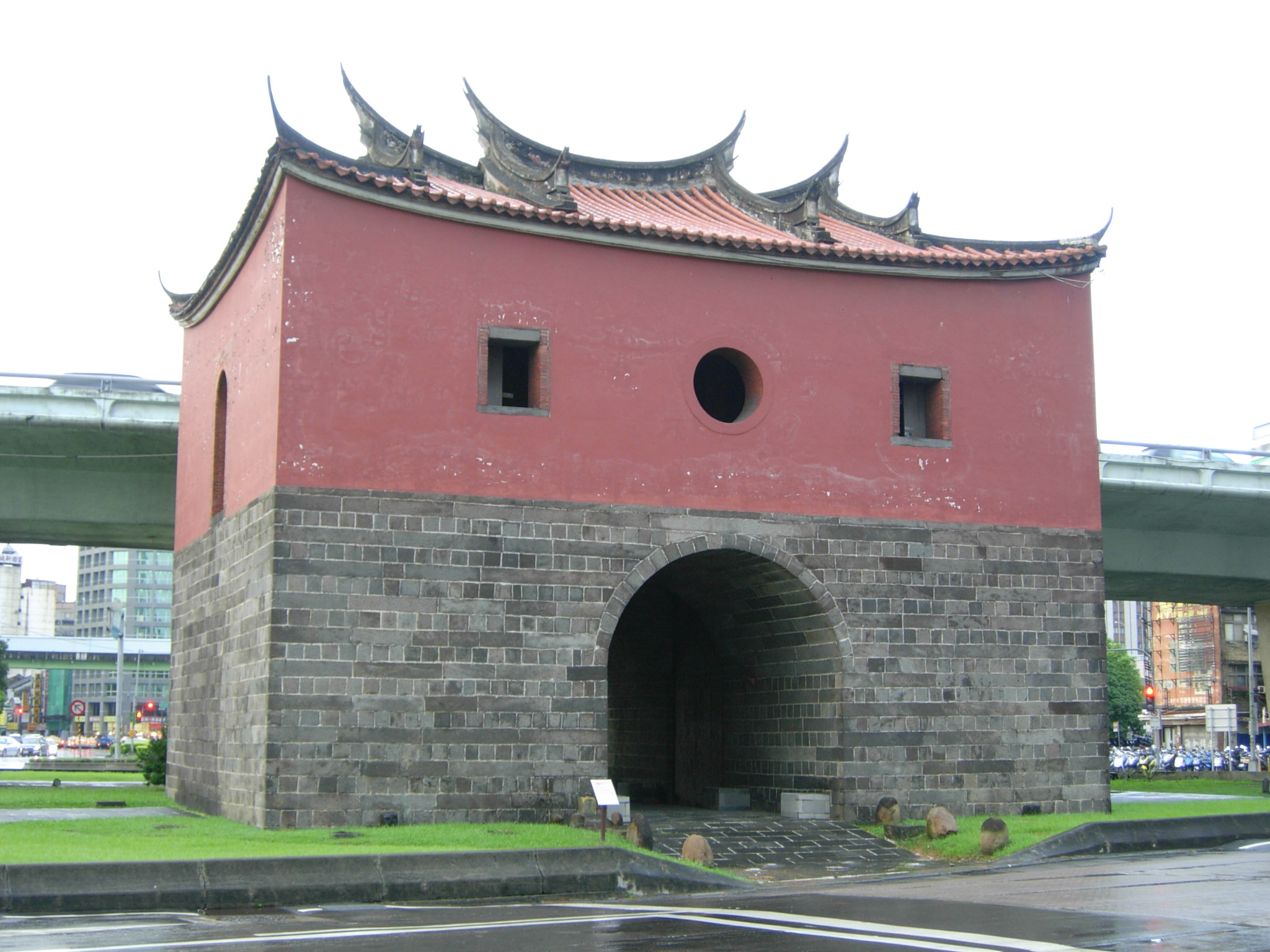
타이베이 성 북문

타이베이 성(臺北城, 대북성)은 타이완에 소재하는 성곽이다.

## 개요
청나라 때 타이완의 타이베이에 건설된 성곽이다.
타이베이 성은 1879년에 건설이 계획되고, 1882년에 착공이 시작되어, 1884년에 완공되었다. 완공된 타이베이 성은 30년여 뒤인 1904년 타이완 총독부에 의해 성벽의 대부분 철거되고, 4개의 성문만 남겨졌다.
현재 남아있는 성문 4개(북문, 소남문, 동문, 남문)는 타이베이 부성(臺北府城)이라는 이름으로 중화민국의 최고급 고적(유적)으로 지정되어 있다.

## 같이 보기
- 대만청치시기
- 시먼역
- 베이먼역 (타이베이시)
- 둥먼역 (타이베이시)
- 중정기념당역